# استطلاع (عسكرية)
الاستطلاع (أو الكشافة)، هو مصطلح عسكري يقصد به أداء عمليات مسح ابتدائية لجمع المعلومات وخاصة المعلومات العسكرية عن قوات العدو ومواقعها وقدراتها بالإضافة إلى خصائص الأرض وحالة الطقس وذلك من خلال الملاحظة المباشرة. كما من مهام فرد الاستطلاع هو استكشاف وتحديد أماكن تجمعات العدو والإبرار خلف خطوط العدو وخلخلة تلك الخطوط وخطف الأسرى.

## معرض صور

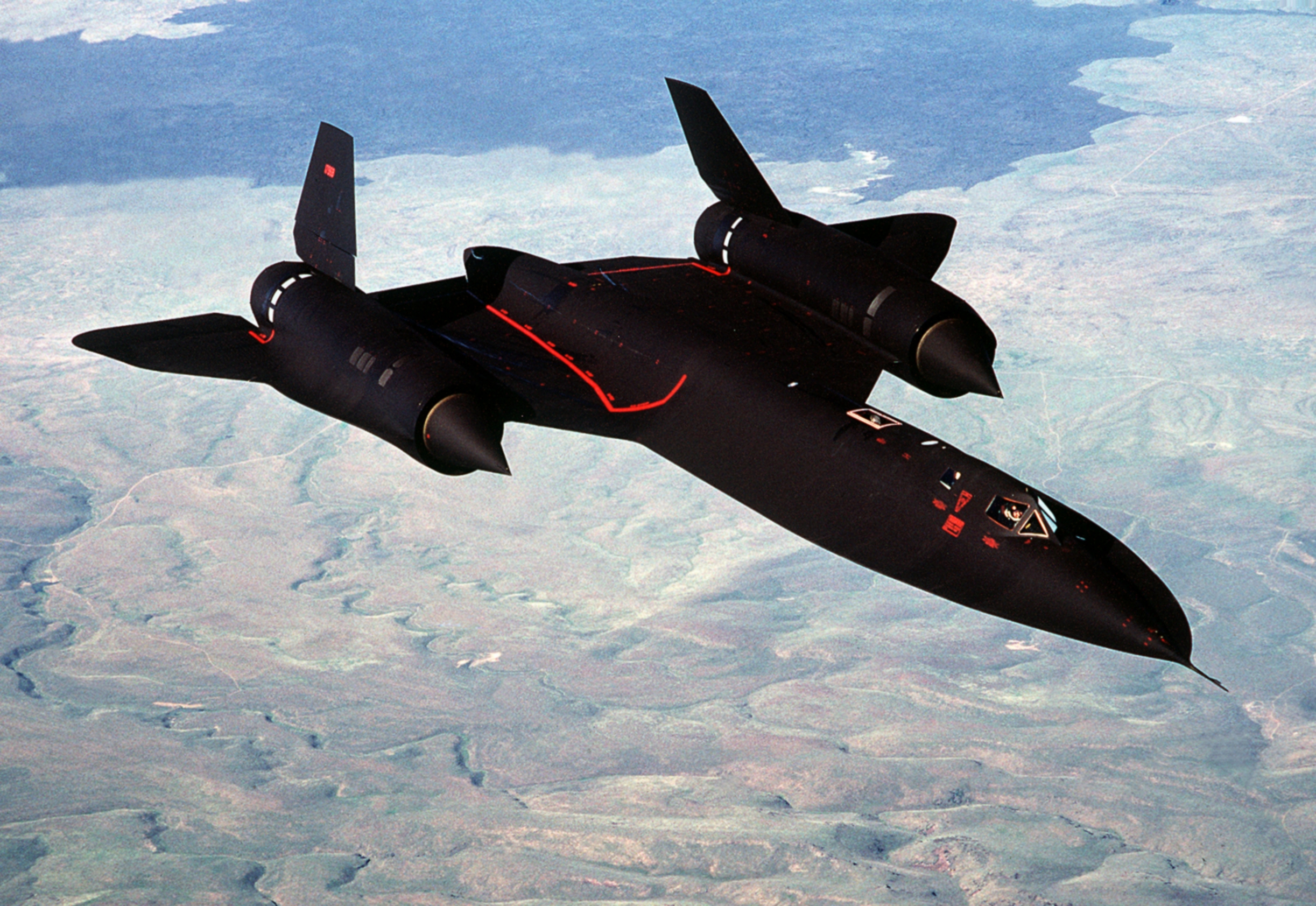
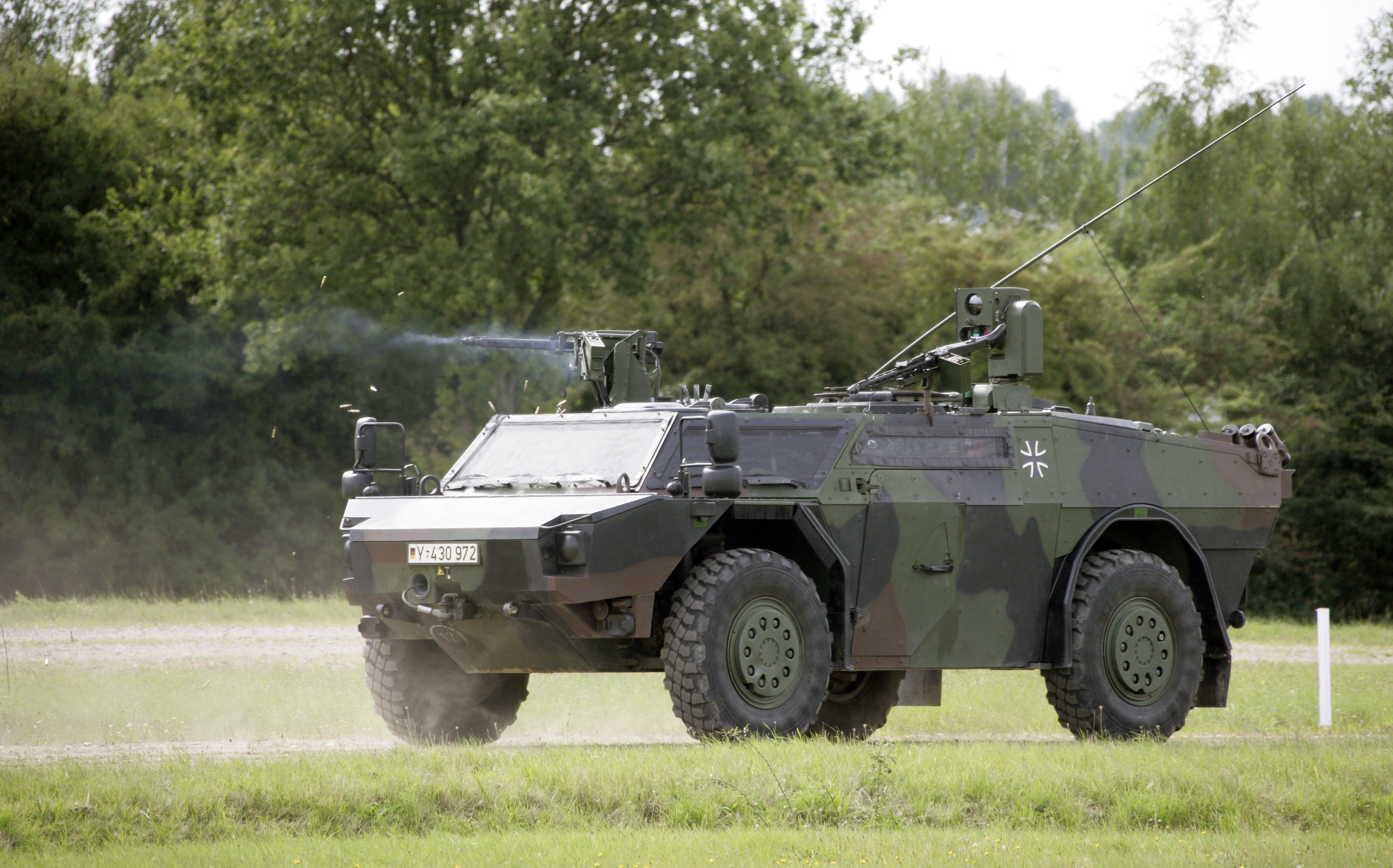
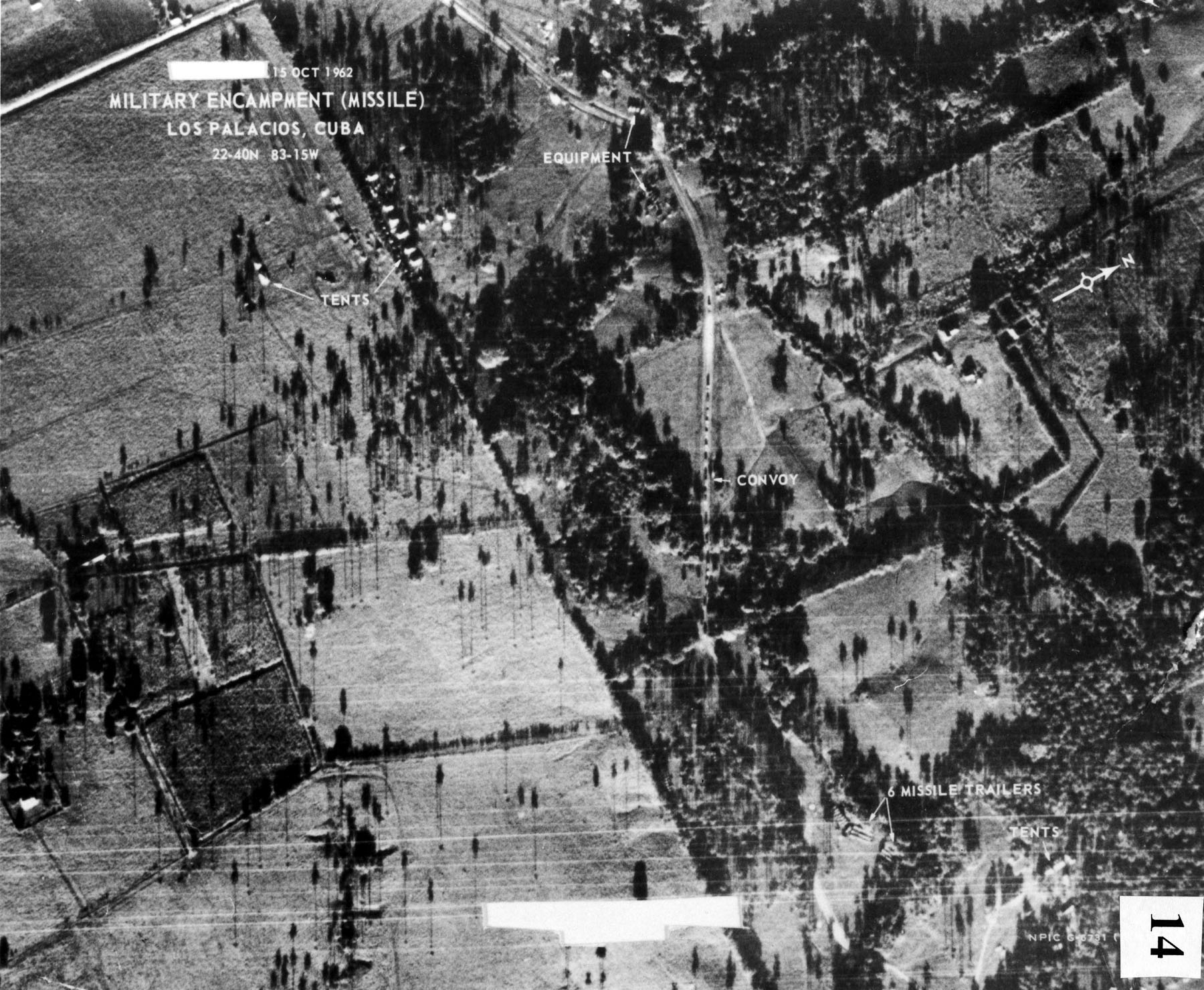